# Thomas Richard Smith
Thomas Richard Smith, dit Tom Smith, né le 8 juin 1904 à Blackburn en Angleterre et mort en 1979,, est un diplomate néo-zélandais.

## Biographie
Établi en Nouvelle-Zélande à un jeune âge, il y obtient un diplôme de Master en études commerciales de l'université de Canterbury à Christchurch,. Il travaille dans l'administration publique, au ministère du commerce extérieur puis au ministère de l'éducation. De 1948 à 1953 il enseigne dans le même temps à temps partiel la science politique et l'administration publique à l'université de Wellington.
De 1953 à 1954 il travaille pour les Nations unies comme conseiller à l'administration publique en Indonésie. De 1954 à 1958 il est directeur du service public des Samoa-Occidentales, qui sont alors une colonie néo-zélandaise autonome se préparant à l'indépendance. À ce titre, en 1956 et en 1957 il est délégué de la Nouvelle-Zélande au Conseil de tutelle des Nations unies, conseil de supervision de la transition des colonies vers l'indépendance.
De 1958 à 1963 il est le secrétaire général de la Commission du Pacifique Sud, commission par laquelle les puissances coloniales en Océanie (Australie, États-Unis, France, Nouvelle-Zélande, Pays-Bas, Royaume-Uni) se concertent sur le développement économique et social de leurs colonies océaniennes respectives. À ce poste, établi à Nouméa, il « se distingue par le haut degré de coopération qu’il établit entre la Commission, les administrations territoriales et les organisations spécialisées des Nations Unies ». C'est par ailleurs sous sa direction que la Commission décide en 1961 de créer et de financer les Jeux du Pacifique Sud.  Son mandat achevé, il prend sa retraite à Wellington.